# Silvio Fogel
Silvio Fogel (* 8. Juli 1949 in Rosario, Argentinien; † 27. März 2016 in Puebla, Mexiko) war ein argentinischer und eingebürgerter mexikanischer Fußballspieler auf der Position eines Stürmers.

## Leben
Fogel begann seine Profikarriere 1971 bei seinem Heimatverein Rosario Central.
1973 wechselte er in die mexikanische Liga, wo er zunächst eine Saison für den CF Torreón spielte.
Anschließend wechselte er zum Puebla FC, mit dem er in seiner letzten Saison 1982/83 den mexikanischen Meistertitel gewann. In der Zwischenzeit war er auf Leihbasis für den CD Cruz Azul und den Club América tätig.
Nach Beendigung seiner aktiven Laufbahn behielt Fogel seinen Lebensmittelpunkt in Puebla bei und führte dort ein argentinisches Restaurant.

## Erfolge
- Mexikanischer Meister: 1983